# Ludwig Fabian
Ludwig Fabian (geboren am 3. August 1900 in Brennberg, Komitat Ödenburg; gestorben am 18. Dezember 1942 in Wien) war ein österreichischer Bergmann und Widerstandskämpfer gegen das NS-Regime. Er wurde vom Volksgerichtshof zum Tode verurteilt und geköpft.

## Leben
Fabian war Bergmann und arbeitete ab 1931 im Kohlenbergwerk Tauchen in einem Ortsteil des heutigen Mariasdorf. Er schloss sich 1939 der KPÖ an und wurde am 11. September 1941 verhaftet. Am 12. August 1942 wurde ihm – gemeinsam mit Franz Glötzl, Alois Pelzmann und Anton Roth – vor dem Volksgerichtshof in Graz der Prozess gemacht. Das Urteil für alle vier Angeklagten lautete auf die Todesstrafe und zum dauernden Verlust der bürgerlichen Ehrenrechte. Als Begründung wird Vorbereitung zum Hochverrat genannt. 

„Der Angeklagte Fabian wurde im Jahr 1939 von dem bekannten Funktionär Johann Graf aus Mariasdorf zur kommunistischen Partei angeworben. [...] Als Betriebszellenleiter im Kohlenbergwerk Tauchen nahm Fabian mindestens einmal an einer Zusammenkunft der leitenden Funktionäre in Pinkafeld teil. [...] Darüber hinaus haben die Angeklagten Glotze und Fabian sich ganz bewusst in den Dienst der kommunistischen Flugblattpropaganda gestellt.“

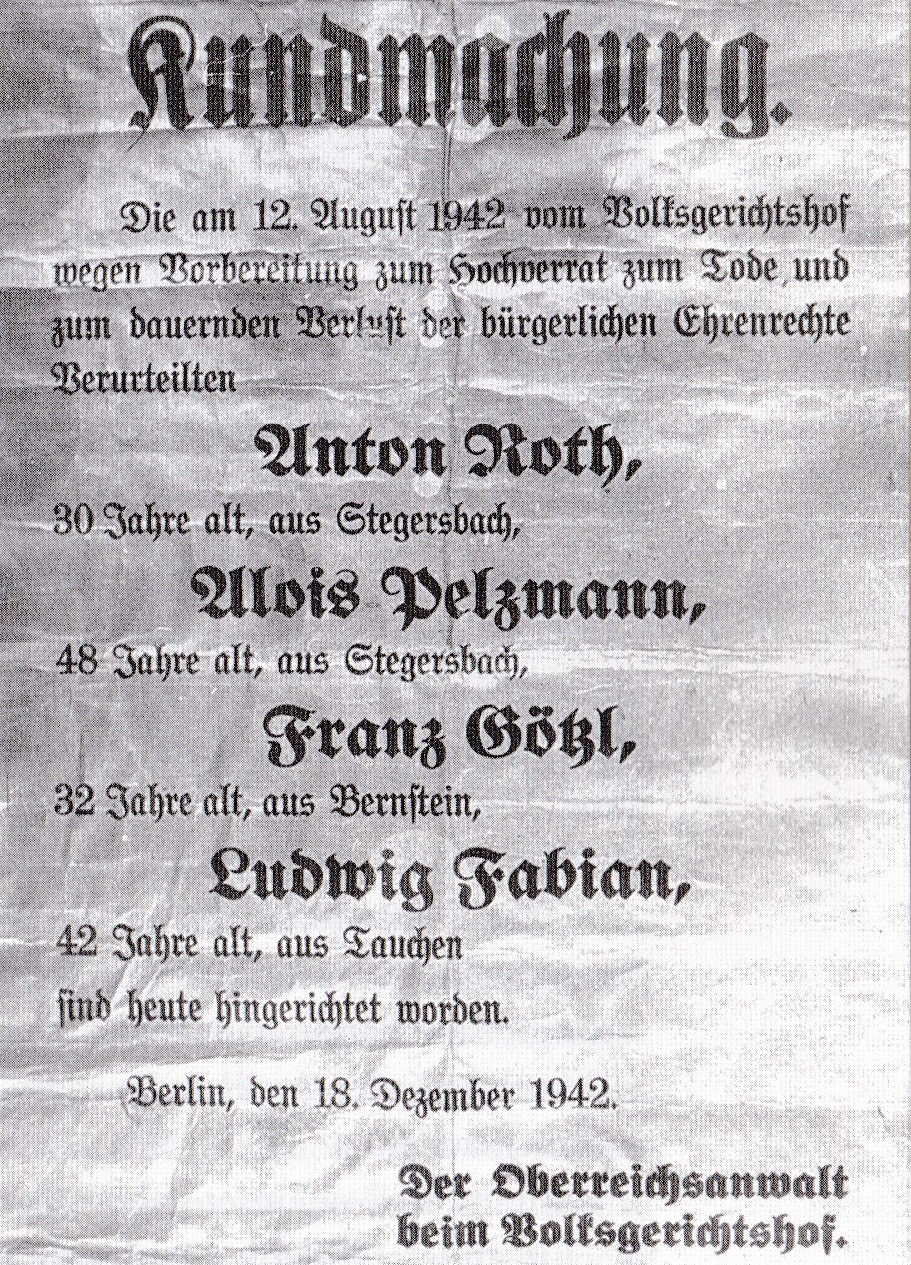
Kundmachung der Vollstreckung von vier Todesurteilen, 18. Dezember 1942

Die Hinrichtung aller vier Angeklagten erfolgte am 18. Dezember 1942 im Landesgericht Wien durch das Fallbeil. Der Oberreichsanwalt beim Volksgerichtshof veranlasste eine Kundmachung der Hinrichtung der vier Widerstandskämpfer mittels öffentlichem Plakataushang. Darauf ist der Name Franz Glötzls falsch geschrieben, es fehlt das erste L. 

## Gedenken
Fabians Name findet sich auf der Gedenktafel im ehemaligen Hinrichtungsraum des Wiener Landesgerichts. Er ist in der Schachtgräberanlage der Gruppe 40 (Reihe 31/Grab 108) des Wiener Zentralfriedhofes bestattet.